# Willy Gilbert
Willy Carl Jens Gilbert (10 de septiembre de 1881-20 de junio de 1956) fue un deportista noruego que compitió en vela en la clase 10 Metre. Participó en los Juegos Olímpicos de Amberes 1920, obteniendo una medalla de oro en la clase 10 Metre.

## Palmarés internacional
| Juegos Olímpicos | Juegos Olímpicos  | Juegos Olímpicos | Juegos Olímpicos        |
| Año              | Lugar             | Medalla          | Clase                   |
| ---------------- | ----------------- | ---------------- | ----------------------- |
| 1920             | Amberes (Bélgica) | Medalla de oro   | 10 Metre (sistema 1919) |